# Tönnångerssjön
Tönnångerssjön är en sjö i Söderhamns kommun i Hälsingland och ingår i Skärjåns huvudavrinningsområde. Sjön är 10 meter djup, har en yta på 5,26 kvadratkilometer och befinner sig 59,1 meter över havet. Sjön avvattnas av vattendraget Stugtjärnsbäcken.

## Delavrinningsområde
Tönnångerssjön ingår i det delavrinningsområde (677680-155675) som SMHI kallar för Mynnar i Näsfjärden. Medelhöjden är 73 meter över havet och ytan är 24,2 kvadratkilometer. Räknas de 7 avrinningsområdena uppströms in blir den ackumulerade arean 47,02 kvadratkilometer. Stugtjärnsbäcken som avvattnar avrinningsområdet har biflödesordning 2, vilket innebär att vattnet flödar genom totalt 2 vattendrag innan det når havet efter 30 kilometer. Avrinningsområdet består mestadels av skog (66 procent). Avrinningsområdet har 5,38 kvadratkilometer vattenytor vilket ger det en sjöprocent på 22,2 procent.